# Uto-azteški jeziki
Uto-azteški jeziki (mehiško uto-aztecas) /poimenovano po plemenskih imenih Uti in Azteki (mehiško Azteco ali Azteca), etnolingvistična družina ameriških Indijancev iz Mehike in zahodnih Združenih držav, ki tvori glavno vejo azteško-tanojske naddružine. Večina jezikov te družine je bila prej uvrščena v nekdanjo Uto-Azteško-tanojsko Uto-azteški jeziki, ki je vključevala uto-azteško, kiowsko, tanojsko in zunijsko družino. Danes je zunianščina razvrščena kot izolirana neodvisna družina, kiowska in zunijska družina pa sta združeni in povezani v skupno družino kiowa-tanoan.
Uto-azteška družina je razdeljena na osem glavnih skupin (vej), od katerih so štiri skupine šošonske in štiri sonorske. Vključuje 61 jezikov
a) Šošonske ali severne uto-azteške skupine vključujejo:
1. Numijski jeziki z:
Zahodni numski (prej imenovan planotski šošonski), ki vključuje severne Pajute, zahodne mono, vzhodne mono, pajute iz doline Owens in Bannock.
Južna numiška skupina vključuje plemena in njihova narečja: Severni Ute, Tumpanogoti, Pahvant, Ute iz Ribjega jezera, Rdeče jezero, Južni Ute, Paiute, Chemehuevi, Kawaiisu, Las Vegas Pajuti, Shivwits, Uinkarets, Kaibab in Moapa. :::Osrednjo skupino (osrednji numski narod) sestavljajo pravi Šošoni, to so: Gosiute, Weber Ute, Wind River, Komanči, Zahodni Šošoni, šošoni ovčjedci ali Tukuarika, Lemhi Šošoni, Severni Šošoni in Panamint ali Koso.
2. Skupina Šošonov je Tübatulabal, ki je razdeljena na 3 lokalne skupine;
3: Hopiji;
4: Takic. Skupina Takic vključuje plemena Shoshone iz južne Kalifornije: Acjachemem ali Juaneño, Luiseño, Cupeño, Gabrieleño, Fernandeño, Nicoleño, Cahuilla, Aguas Calientes, Serrano, Alliklik, Vanyume.
b) Sonorske veje pripadajo južnim juto-azteškim skupinam, ki jih sestavljajo 3 skupine in Nahua:
Sonorska skupina
b1. Taracahitian ali Yaquian s plemeni Tarahumara, Yaqui, Mayo, Cinaloa, Ópata, Tubar, Eudeve, Acaxee, Xixime, Zoe, Suma, Tahue, Pacaxe, Hine, Hio, Tehueco, Ocoroni, Achire.
b2. Druga skupina Corachol ali Coran vključuje Indijance Cora z vejami Coano, Huaynamota in Zayahueco; Huichol; Tecual in Guachichil.
b3. Tretji Piman: Ta skupina vključuje skupine Pima, Papago, Pima Bajo, Colotlan, Tepehuane, Vigitega, Potlapigua, Yecora, Himeri, Piato, Ure.
b4. Tubar
Skupina Nahua, ki vključuje znana plemena:
Tolteki, Azteki, Totorame, Tlaxcalteca, Tepeaca, Michoaca, Quauhquecholteca, Sigua, Pochutla, Nahuatlate, Meztitlaneca, Zacateco, Lagunero, Cazcan, Desaguadero, Tecuexe, Nicarao, Pipil, Sayultec itd.